# Колючещёкая рыба-клоун
Колючещёкая рыба-клоун (лат. Amphiprion biaculeatus) — вид морских лучеперых рыб из семейства помацентровых (Pomacentridae). Ранее выделяли в монотипический род Premnas
Ярко окрашенные рыбы небольших размеров — до 17 см в длину (обычно не более 13 см), живущие парами в ассоциации с актиниями Entacmaea quadricolor. Как и другие представители рода — протандрические гермафродиты, меняющие пол на протяжении жизни. Неполовозрелые особи и самцы окрашены в красные тона с двумя контрастными светлыми полосами, после переопределения пола, происходящего после гибели самки, мавританские клоуны увеличиваются в размере и становятся тёмно-бордовыми, почти чёрными.
Распространены на коралловых рифах (как правило, внутри затишных лагун) в Юго-Восточной Азии: от Андаманских островов до Филиппинских и Соломоновых островов и северного побережья Австралии. Рацион представлен зоопланктоном и донными водорослями. Используются в качестве аквариумных рыб.